# Прадель-Кабардес
Праде́ль-Кабарде́с (фр. Pradelles-Cabardès) — коммуна во Франции, находится в регионе Лангедок — Руссильон. Департамент коммуны — Од. Входит в состав кантона Мас-Кабардес. Округ коммуны — Каркасон.
Код INSEE коммуны — 11297.

## Население
Население коммуны на 2008 год составляло 152 человека.
| 1962 | 1968 | 1975 | 1982 | 1990 | 1999 | 2008 |
| ---- | ---- | ---- | ---- | ---- | ---- | ---- |
| 198  | 223  | 187  | 183  | 153  | 160  | 152  |

## Экономика
В 2007 году среди 87 человек в трудоспособном возрасте (15—64 лет) 56 были экономически активными, 31 — неактивными (показатель активности — 64,4 %, в 1999 году было 52,5 %). Из 56 активных работали 48 человек (28 мужчин и 20 женщин), безработных было 8 (4 мужчины и 4 женщины). Среди 31 неактивных 4 человека были учениками или студентами, 14 — пенсионерами, 13 были неактивными по другим причинам.